# Іванов Євген Миколайович (футболіст)
Євген Миколайович Іванов (24 листопада 1930) — радянський футболіст, нападник.

## Біографія
Починав грати в чемпіонаті Української РСР за «Динамо» Львів (1951) і «Динамо» Мукачево (1951—1952).
У 1953 році виступав за дубль «Динамо» (Київ), єдиний матч за основну команду провів 26 червня в Класі А, в гостьовій грі 12 туру проти «Зеніту» (1:2), вийшовши в другому таймі.
Надалі грав в класі «Б» за ОБО Київ (1954—1956), «Колгоспник» Полтава (1957) і «Колгоспник» Рівне (1958—1964).
По завершенні ігрової кар'єри — старший тренер «Поділля» Кам'янець-Подільський (1970), тренер «Авангарду» Рівне (1973).